# Brzeszczyny
Brzeszczyny (deutsch Schwillgarben) ist ein Ort in der polnischen Woiwodschaft Ermland-Masuren. Er gehört zur Landgemeinde Braniewo (Braunsberg) im Powiat Braniewski (Kreis Braunsberg).

## Geographische Lage
Brzeszczyny liegt im Nordwesten der Woiwodschaft Ermland-Masuren, acht Kilometer südöstlich der Kreisstadt Braniewo (Braunsberg).

## Geschichte
Das frühere Schwilgarben, nach 1820 Schwillgarben geschrieben, war ein kleines Dorf. Es kam 1874 als Sitz einer Landgemeinde zum neu errichteten Amtsbezirk Schalmey im ostpreußischen Kreis Braunsberg, Regierungsbezirk Königsberg. Im Jahre 1910 waren in Schwillgarben 99 Einwohner gemeldet.
Am 17. Oktober 1928 vergrößerte sich Schwillgarben um die Nachbargemeinde Klopchen (polnisch Chłopki), die eingegliedert wurde. Die Einwohnerzahl dieser neu formierten Gemeinde zählte 148 Einwohner im Jahre 1933, und 143 Einwohner im Jahre 19939.
Als 1945 das gesamte südliche Ostpreußen in Kriegsfolge an Polen fiel, erhielt Schwillgarben die polnische Namensform „Brzeszczyny“. Das Dorf ist heute eine Osada (= „Siedlung“) im Verbund der Gmina Braniewo (Landgemeinde Braunsberg) im Powiat Braniewski (Kreis Braunsberg), von 1975 bis 1998 der Woiwodschaft Elbląg, seither der Woiwodschaft Ermland-Masuren zugehörig.

## Religion
Schwillgarben gehörte vor 1945 zur römisch-katholischen Pfarrei Szalmia (Schalmey) und ist heute Kirchspielort von Szyleny (Schillgehnen) im Erzbistum Ermland. Bis 1945 war das Dorf auch in die evangelische Kirche Braunsberg in der Kirchenprovinz Ostpreußen der Kirche der Altpreußischen Union eingepfarrt, gehört heute aber zur Diözese Masuren der Evangelisch-Augsburgischen Kirche in Polen.

## Verkehr
Brzeszczyny liegt südlich einer Nebenstraße, die die Stadt Braniewo mit Płoskinia (Plaßwich) verbindet. Eine Stichstraße zweigt mit direkter Anbindung an Brzeszczyny ab.